# Карло Емері
Карл Емері (італ. Carlo Emery; 25.10.1848, Неаполь — 11.05.1925, Болонья) — італійський ентомолог, професор Болонського університету, видатний систематик, один із засновників сучасної мірмекології. Описав більше 1000 видів і підвидів мурах.

## Біографія
Народився 25 жовтня 1848 року в Неаполі, Італія. Його батьки були швейцарського походження (натуралізовані італійці). Він вивчав медицину. Першою його спеціальністю стала офтальмологія в 1872 році. Потім він повністю присвятив себе ентомології. Поліглот, вільно говорив італійською, французькою, англійською, німецькою та іспанською мовами, знав російську й деякі інші. Чудово малював, ілюстрував свої статті малюнками тварин. У 1878—1881 рр. був професором зоології на Сардинії (University of Cagliari, Сардинія). З 1881 року був професором зоології Болонського університету. Пізніше працював у Женеві. Спочатку працював із жуками (Coleoptera), потім спеціалізувався на перетинчастокрилих комахах (Hymenoptera), став найбільшим фахівцем з мурах. У період з 1869 по 1926 рр. опублікував описи 130 родів і 1057 видів мурах, у тому числі, у монографічній серії Wytsman's «Genera Insectorum» (1910—1925). Автор понад 300 публікацій, серед яких і підручник зоології (перевиданий у 1904 році), монографії про риб (1880), анатомії змій (1873) і біосвітінні жуків-світляків Lampyridae (1884), праць «Fauna Entomologica Italiana. Formicidae» (1926) і «Beiträge zur Monographie der palaearktischen Faunengebietes Formiciden» (1908—1912).
У 1909 році Карл Емері виявив «Правило Емері», згідно якого соціальні паразити серед комах (наприклад, клептопаразити), в основному, паразитують на особинах близького їм виду або роду. Емері відкрив реліктову мураху Aneuretus simoni Emery, 1893 — унікального ендеміка з острова Шрі-Ланка та «лимонну мураху» Myrmelachista schumanni Emery, 1890 — творця «садів диявола» з Амазонії.
У 1906 році, в той час як він перебував у Швейцарії, в результаті декількох апоплексичних ударів у нього паралізувало праву сторону. Він навчився тоді писати й малювати лівою рукою, й всі основні його праці вийшли вже після цього. Помер 11 травня 1925 року в Болоньї.
На честь Карло Емері названо більше 30 видів мурах, в тому числі Cardiocondyla emeryi, Melissotarsus emeryi, Cephalotes emeryi, Dorylus emeryi, Leptogenys emeryi, Tapinoma emeryanum, Temnothorax emeryi, Tetramorium emeryi, Tetraponera emeryi, Emeryia та інші.

## Праці
Опублікував понад 300 друкованих праць.
- Emery, Carlo. Compendio di zoologia (I ed. Bologna: Zanichelli, 1899; II ed. riveduta e accresciuta Bologna: N. Zanichelli, 1904; III ed. 3. ed. riveduta e accresciuta, Bologna: N. Zanichelli, 1911; IV ed. curata ed accresciuta Alessandro Ghigi, Bologna, Cappelli, 1920).
- Emery, C. Studii anatomici sulla Vipera Redii. Milano, G. Bernardoni, 1873.
- Emery, C. La cornea dei pesci ossei, contribuzione alla morfologia dell'occhio dei vertebrati. Palermo, Stab. Tip. Lao, 1878.
- Emery, C. (1911). «Hymenoptera. Fam. Formicidae. Subfam. Ponerinae.» Genera Insectorum 118: 1-125. Bruxelles, V. Verteneuil e L. Desmet,
- Emery, C. (1921). «Hymenoptera. Fam. Formicidae. Subfam. Myrmicinae. [part.1].» Genera Insectorum 174A: 1-94 + 7 plates.
- Emery, C. (1922). «Hymenoptera. Fam. Formicidae. Subfam. Myrmicinae. [part.2].» Genera Insectorum 174B: 95-206.
- Emery, C. (1924 («1922»)). «Hymenoptera. Fam. Formicidae. Subfam. Myrmicinae. [concl.3].» Genera Insectorum 174C: 207—397.
- Emery, C. (1925). «Hymenoptera. Fam. Formicidae. Subfam. Formicinae.» Genera Insectorum 183: 1-302.